# Благодатный (Иркутская область)
Благодатный — населённый пункт (участок) в Заларинском районе Иркутской области России. Входит в состав Моисеевского муниципального образования. Находится примерно в 71 км к юго-западу от районного центра.

## Население
| 2002 | 2010 | 2011 | 2012 |
| ---- | ---- | ---- | ---- |
| 225  | ↘196 | →196 | ↘191 |

Гендерный состав
По данным Всероссийской переписи, в 2010 году в населённом пункте проживало 196 человек (92 мужчины и 104 женщины).